# Ganløse Kirke
Ganløse Kirke er en kirke i Ganløse ca. 13 km SØ for Frederikssund (Region Hovedstaden). Præster ved kirken er Malene Graeser-Greve (2014) og Christian Gottlieb (2021). Da Slagslunde Kirke og Ganløse Kirke ligger i samme pastorat, deler kirkerne både præster og kirkehandlinger.
- Interiør
- Alter
- Døbefont

## Eksterne kilder og henvisninger
- Wikimedia Commons har flere filer relateret til Ganløse Kirke
- Ganløse Kirke hos KortTilKirken.dk
- Ganløse Kirke hos danmarkskirker.natmus.dk (Danmarks Kirker, Nationalmuseet)